# Зубарик чорнолапий
Зубарик чорнолапий (Merodon nigritarsis) — вид комах з родини Syrphidae.

## Морфологічні ознаки
Великі, доволі волохаті коренасті мухи із смугастим черевцем; задні стегна потовщені, з апіковентральним зубчиком. Добре відрізняється від близьких видів роду роз'єднаними смугами на кінці черевця та темним забарвленням задніх лапок.

## Поширення
Західно-євразійський (європейсько-малоазійськокавказький) південний суббореально-субтропічний вид, широко розповсюджений у Європі. 
В Україні достовірно відомий з Донецької та Харківської областях і Криму, але за межами заповідників майже не зустрічається. Раніше під назвою M. spinipes в літературі наводили як мінімум два різні види, а саме: M. nigritarsis Rondani, 1845 і M. avidus (Rossi, 1790), тому весь матеріал вимагає ревізії. Майже всі види роду на України або стали дуже рідкісними, або зустрічаються вкрай локально. У деяких заповідниках чисельність виду може бути досить високою (ПЗ «Кам'яні могили», Карадазький ПЗ), але за їх межами він майже вимер. 

## Особливості біології
Зустрічається на степових і остепнених ділянках. Степовий мезофіл. Імаго живляться на Euphorbia seguierana Neck. (ПЗ «Кам'яні могили»). Личинки — облігатні фітофаги в цибулинах Hyacinthaella pallasiana, елементів сапрофагії у них поки що не знайдено. Личинці досить однієї цибулини для повного розвитку. На Лівобережній Україні вид є принаймні олігофагом. При дослідженнях виду на південному сході України і в Криму було встановлено, що личинки I віку в лабораторних умовах заселяють і живляться цибулинами Leopoldia comosa, Ornithogalum ponticum. Відомі личинки інших видів роду також є фітофагами і мешкають в підземних частинах живих рослин, головним чином в цибулинах. Вид моновольтинний, парування відбувається у середині червня. Самиці відкладають яйця у землю. Личинки I віку проникають до цибулин H. pallasiana через стебловий отвір і потім, живлячись, формують всередині цибулини камеру. Личинка III (останнього) віку формує майже вертикальний хід під поверхнею ґрунту, у якому, ймовірно, зимує. Заляльковування відбувається весною. У самців, як і в інших видах роду Merodon, добре виражена територіальна поведінка.

## Загрози та охорона
Загрози: розорювання степів та, меншою мірою, знищення гарноквітучих цибулинних ефемероїдів. Наголошувалося на позитивній ролі степових заповідників у збереженні видів Merodon, більшість з яких в умовах антропогенно зміненого ландшафту вимирає.
Потрібна сувора охорона степових ділянок і популяцій цибулинних ефемероїдів. Мешкає у межах деяких заповідників на сході України та у Криму. Розмножувався у неволі від лялечки до імаго другого покоління.